# Scionecra osmylus
Scionecra osmylus är en insektsart som först beskrevs av John Obadiah Westwood 1859.  Scionecra osmylus ingår i släktet Scionecra och familjen Diapheromeridae. Inga underarter finns listade i Catalogue of Life.